# Alessandro Di Robilant
Alessandro di Robilant (Pully, 23 d'octubre de 1953) es un guionista i director de cinema italià.

## Biografia
Nascut a Suïssa, però descendent d'una família de l'antiga noblesa piemontès, Di Robilant va créixer a Milà i va començar a treballar en publicitat, produint anuncis i curtmetratges. Així va desenvolupar un interès pel cinema, que el va portar a treballar com a ajudant de directors com Mario Monicelli, Alberto Lattuada i Luigi Comencini.
Llicenciat en direcció a la London Film School, va debutar darrere la càmera l'any 1986 amb la pel·lícula Anche lei fumava il sigaro, que narra una història d'amor destartalada entre un músic de rock i una prostituta, que va cridar l'atenció de la crítica però va passar gairebé desapercebuda als cinemes. La seva segona pel·lícula, titulada Il nodo alla cravatta i estrenada l'any 1991, de la qual també va escriure el guió, narra la història d'un adolescent inquiet i les seves vicissituds. Fins i tot aquesta pel·lícula, encara que més madura que l'anterior, encara presenta incerteses estilístiques.
L'èxit va arribar al director el 1994 amb l'estrena de la pel·lícula Il giudice ragazzino, centrada en la biografia de la magistrada Rosario Livatino, assassinat per la màfia. La pel·lícula va rebre elogis de la crítica i el favor del públic i va rebre el premi "Àngel blau" al Festival Internacional de Cinema de Berlín, mentre que Giulio Scarpati va rebre el David di Donatello per la seva actuació en el paper principal.
Alessandro di Robilant va trobar, doncs, les seves millors habilitats interpretatives en el cinema de denúncia social i l'any 1998, després d'haver signat el documental Un paese di sportivi, dirigeix per la Rai Vite blindate, el seu primer llargmetratge de la sèrie de televisió titulada "Salviamo i bambini", cque narra el canvi dràstic que es produeix en la vida quotidiana de la família d'un mafiós quan decideix col·laborar amb la justícia. De nou per a Rai, l'any següent va dirigir La voce del sangue, una minisèrie en dos episodis.
També l'any 1999 es va estrenar als cinemes I fetentoni, una pel·lícula que reprèn el tema del crim i la corrupció al sud, però aquesta vegada tractada pel director amb un estil de comèdia grotesc. La pel·lícula no va tenir èxit.
Després d'aquesta pel·lícula Alessandro di Robilant va passar pàgina i l'any 2003 va dirigir Per sempre, la història de la perdició d'un professional d'èxit que s'enamora d'una dona fins al punt de perdre la seva família, la feina i fins i tot la vida. Malgrat la signatura de Maurizio Costanzo al guió i les actuacions dedicades de Giancarlo Giannini i Francesca Neri, l'opinió crítica segueix dividida sobre aquesta pel·lícula i també la del públic.
El 2006 Alessandro di Robilant va dirigir el telefilm L'uomo della carità. Obra biogràfica inspirada lliurement en la vida de mossèn Luigi Di Liegro, fundador i director de l'organització Càritas, la pel·lícula narra la vida d'un sacerdot combatiu sempre en primera línia per defensar la causa del abandonats i els desposseïts.
El 2009 Robilant va tornar al cinema signant Mar Piccolo, centrada en el personatge d'un adolescent que viu a Taranto, i en la seva difícil vida. Presentat al Roma Film Festival 2009, es va estrenar als cinemes el 15 de novembre de 2009.
El 2015, el director piemontès va signar la comèdia Mauro c'ha da fare, presentada a competició al New York Independent Film Festival i al Festival de Cinema de Tirana.

## Filmografia

### Director i guionista
- Anche lei fumava il sigaro (1986)
- Il nodo alla cravatta (1991)
- Il giudice ragazzino (1994)
- I fetentoni (1999)
- Mauro c'ha da fare (2015)

### Director
Llargmetratges
- Un paese di sportivi (1998)
- Vite blindate - telefilm (1998)
- La voce del sangue - telefilm (1999)
- Per sempre (2003)
- L'uomo della carità - telefilm (2007)
- Marpiccolo (2009)

Videoclips
- Il mio amico Charlie, d'Enzo Avitabile (1984)
- Mi sveglierò, d'Enzo Avitabile (1984)
- Sotto le conchiglie, de Gruppo Italiano (1984)

Guionista
- Caccia al ladro d'autore (1 episodi), de Sergio Martino (1986)